# Гірнича академія (Банська Штявниця)

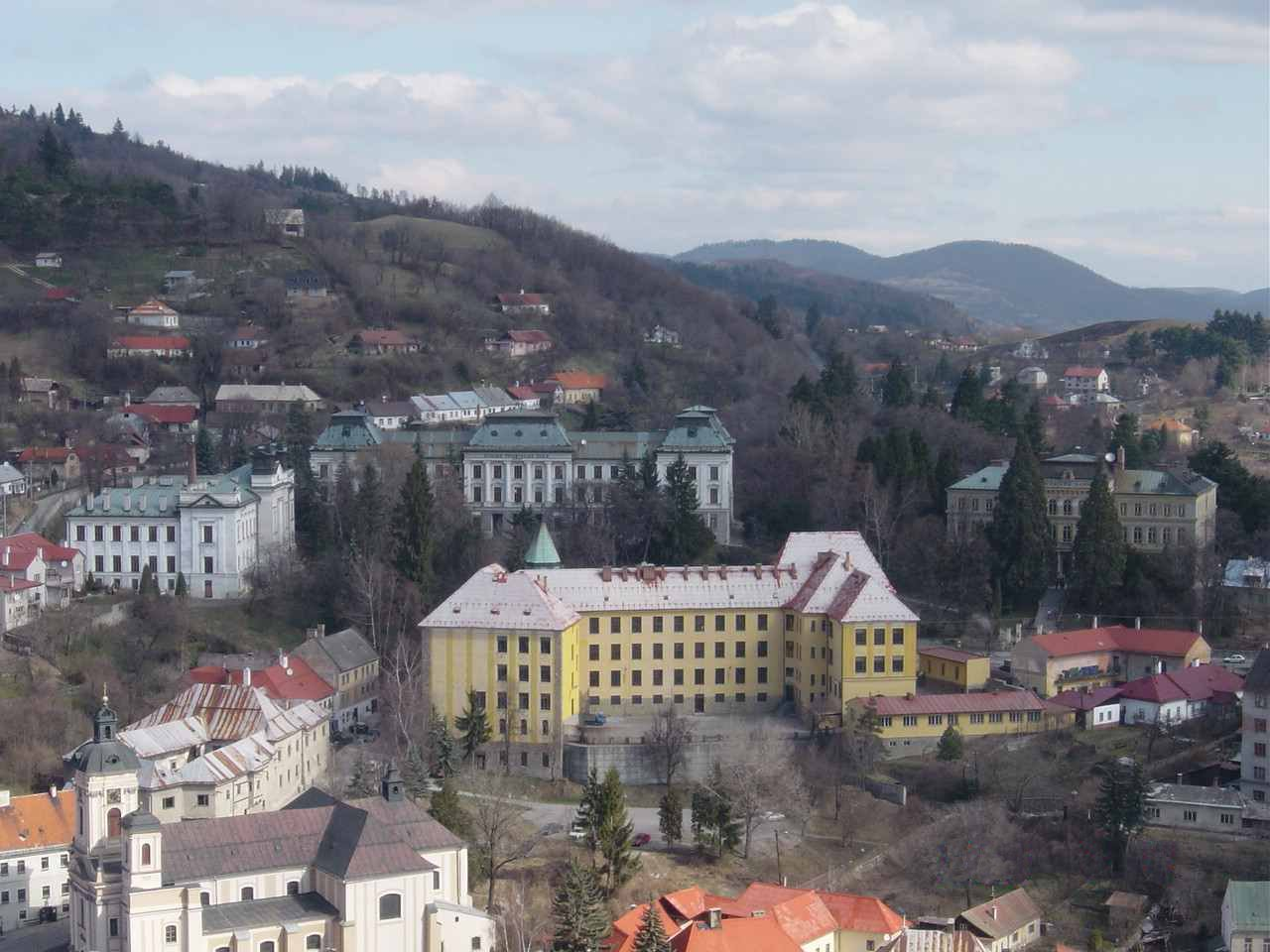
Гірнича академія в Банській Штявниці

Гірнича академія в Банській Штявниці — вищий гірничий навчальний заклад в словацькій Банській Штявниці (Шемниці), заснована між 1762 по 1770 рр. Банська Штявниця була на той час одним із найрозвиненіших гірничих центрів Європи.
1762 рік вважається датою заснування першої Вищої гірничої школи, яка 1770 р. отримала статус Академії. Тут викладали найавторитетніші вчені, запрошені урядом Австро-Угорщини з різних країн Європи: гірничу справу вели Х. Деліус та Й. Пайтнер, металургію — Н. Жакен, мінералогію — Й. Скополі, хімію — знаменитий А. Лавуазьє.
У 1918 році, після створення Чехословаччини, Академія була передана до Шопрона в Угорщину. У 1949 році департаменти гірничодобувної та металургії були перенесені до Мішкольца, де ініціювали університет важкої промисловості, а на підставі факультету сільського господарства був створений Університет Західної Угорщини.